# Gare du Bourget
La gare du Bourget est une gare ferroviaire française de la ligne de La Plaine à Hirson et de la ligne de Sartrouville à Noisy-le-Sec (tangentielle légère nord), située sur le territoire de la commune du Bourget, dans le département de la Seine-Saint-Denis en région Île-de-France. La gare est également limitrophe, au sud, de la commune de Drancy (quartier de Paris Campagne) et très proche de la limite communale avec La Courneuve à l'ouest.
C'est une gare de la Société nationale des chemins de fer français (SNCF) desservie par des trains de la ligne B du réseau express régional d'Île-de-France (RER) et les trams-trains de la ligne 11 du tramway d'Île-de-France.

## Situation ferroviaire

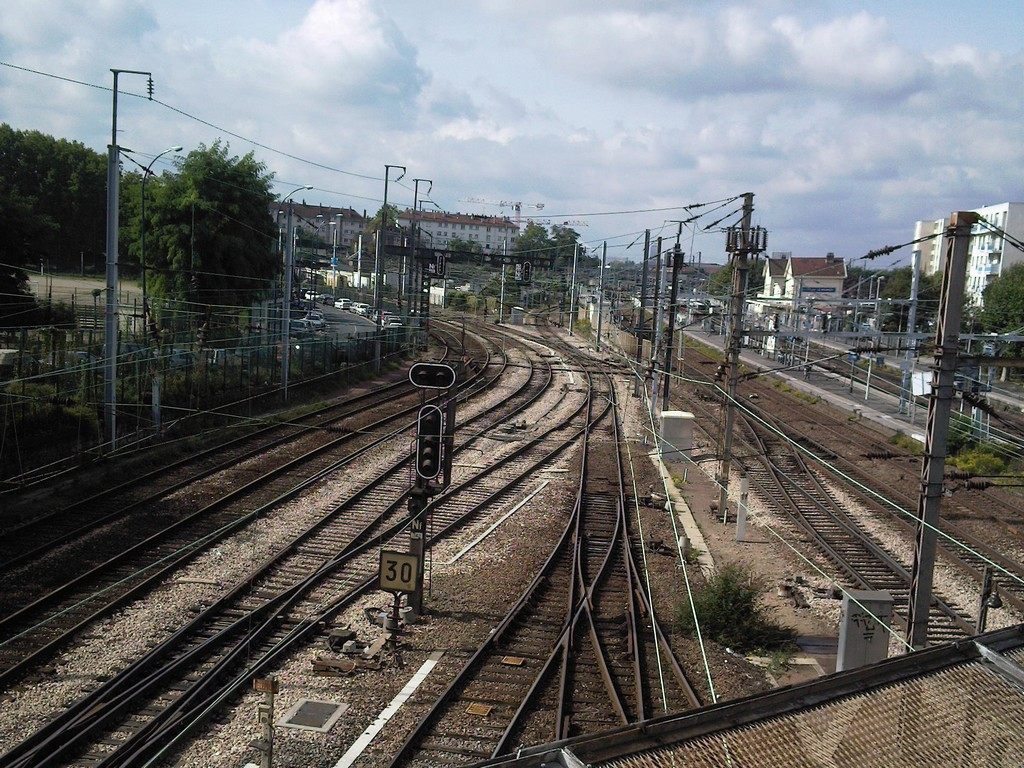
Vue du pont de la D30 entre Drancy et le Bourget avec, à gauche, la rue de la Station (Drancy), au centre, les voies ferrées et le quartier de la rue de la Butte (Drancy) et, à droite, la gare du Bourget.

La gare du Bourget est située au point kilométrique (PK) 9,365 de la ligne de La Plaine à Hirson, entre les gares de La Courneuve - Aubervilliers et Drancy.
Elle assure un raccordement avec la ligne de la grande ceinture de Paris. Le triage du Bourget est situé à environ un kilomètre à l'est du bâtiment voyageurs.

## Histoire
La station du Bourget - Drancy est achevée en 1863. Elle est située à 9 km de Paris et à 8 km de Sevran. Elle est complètement détruite par les Prussiens lors de la guerre franco-prussienne de 1870. Reconstruite en 1871, elle se transforme progressivement en gare de triage et engendre de nombreux emplois.

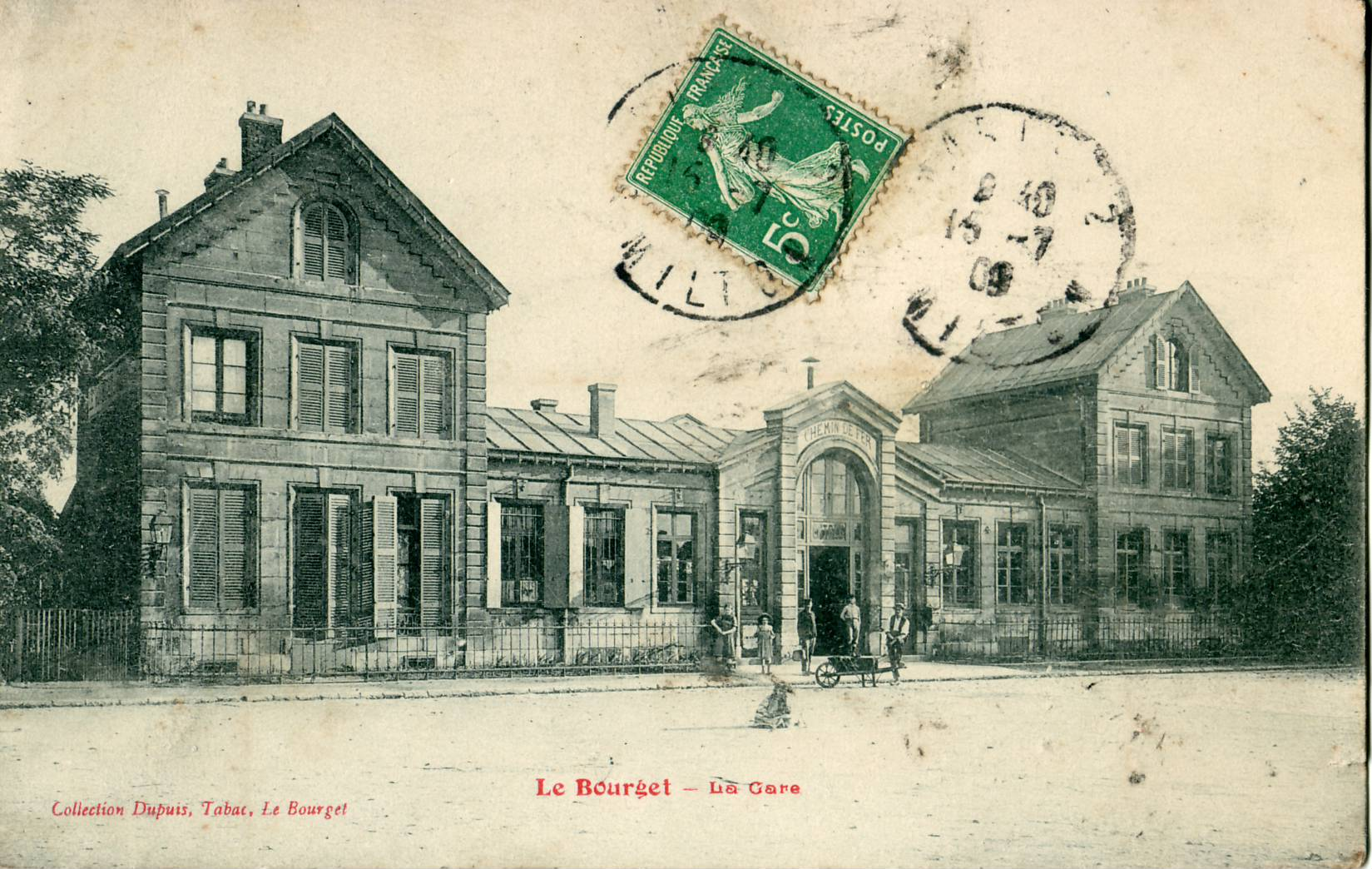
Le bâtiment voyageurs vue de la cour de la gare vers 1900.

Une gare spécifique, dénommée Le Bourget-Grande-Ceinture, est mise en service le 2 janvier 1882, lors de l'ouverture aux voyageurs de la ligne de Grande Ceinture sur la section Achères – Noisy-le-Sec.
Du 27 mars 1942 au 23 juin 1943, quarante-deux convois de déportation du camp de Drancy sont partis de la gare du Bourget-Drancy, essentiellement pour Auschwitz.
Elle est rénovée en 2008, dans le cadre du programme RER B Nord+ : le bâtiment principal est remis à neuf, des ascenseurs installés et les quais modernisés.
En 2022, selon les estimations de la SNCF, la fréquentation annuelle de la gare est de 18 333 290 voyageurs contre 10 047 909 en 2014.
En surplomb de la gare SNCF se trouve l'ancienne gare de la ligne de la grande ceinture de Paris (dont le bâtiment voyageurs originel a été démoli en 2014), qui reprend du service avec la ligne T11. La gare du Bourget est mise en correspondance avec elle le 1er juillet 2017.

## Service des voyageurs

### Accueil
Le bâtiment de la ligne B est équipé de deux bornes libre-service (pour les billets Grandes Lignes et un autre pour les titres de transports en Île-de-France) et également d’un guichet Transilien. Quant au bâtiment de la ligne du T11, il est équipé d'un guichet Transilien, d'une borne libre-service, de toilettes, de distributeurs de friandises et boissons et de deux Work & Station (l'un situé au niveau des escaliers menant aux quais, l'autre se situant au niveau de l'entrée du bâtiment), des emplacements permettant de recharger son ordinateur ou son téléphone mobile.
Son accès principal est situé rue de Chevalier de la Barre, au Bourget. Un passage souterrain desservant les différents quais débouche directement à Drancy sur la rue de la Station. À partir de ce passage souterrain, il est également possible de rejoindre la rue de la Butte à La Courneuve par un cheminement piéton passant par la place de la Grande Ceinture, à proximité de l'ancienne gare du même nom.
Le second bâtiment, affecté au trafic du tramway T11, se trouve une centaine de mètres au sud-ouest de la gare historique. Il est directement relié au quai du RER B en direction de la gare de Mitry - Claye et de la gare de l'aéroport Charles-de-Gaulle 2 TGV, ainsi qu'aux escaliers et ascenseurs permettant d'atteindre les quais de la ligne T11.
Le Wi-Fi est disponible dans l'intégralité de la gare.

### Desserte
La gare est desservie par les trains de la ligne B du RER et les trams-trains de la ligne T11.
En 2008, sa fréquentation se situait à 17 200 voyageurs par jour en semaine.

### Intermodalité
La gare est desservie par les lignes 133, 143, 146 et 152 du réseau de bus RATP, par les lignes 607 et 609, ligne 703 du réseau de bus Terres d'Envol et, la nuit, par la ligne N42 du réseau de bus Noctilien. La gare est également desservie par une navette gratuite de bus la reliant au musée de l'Air et de l'Espace et au salon aéronautique du Bourget, quand ces derniers sont ouverts.

Galerie de photographies
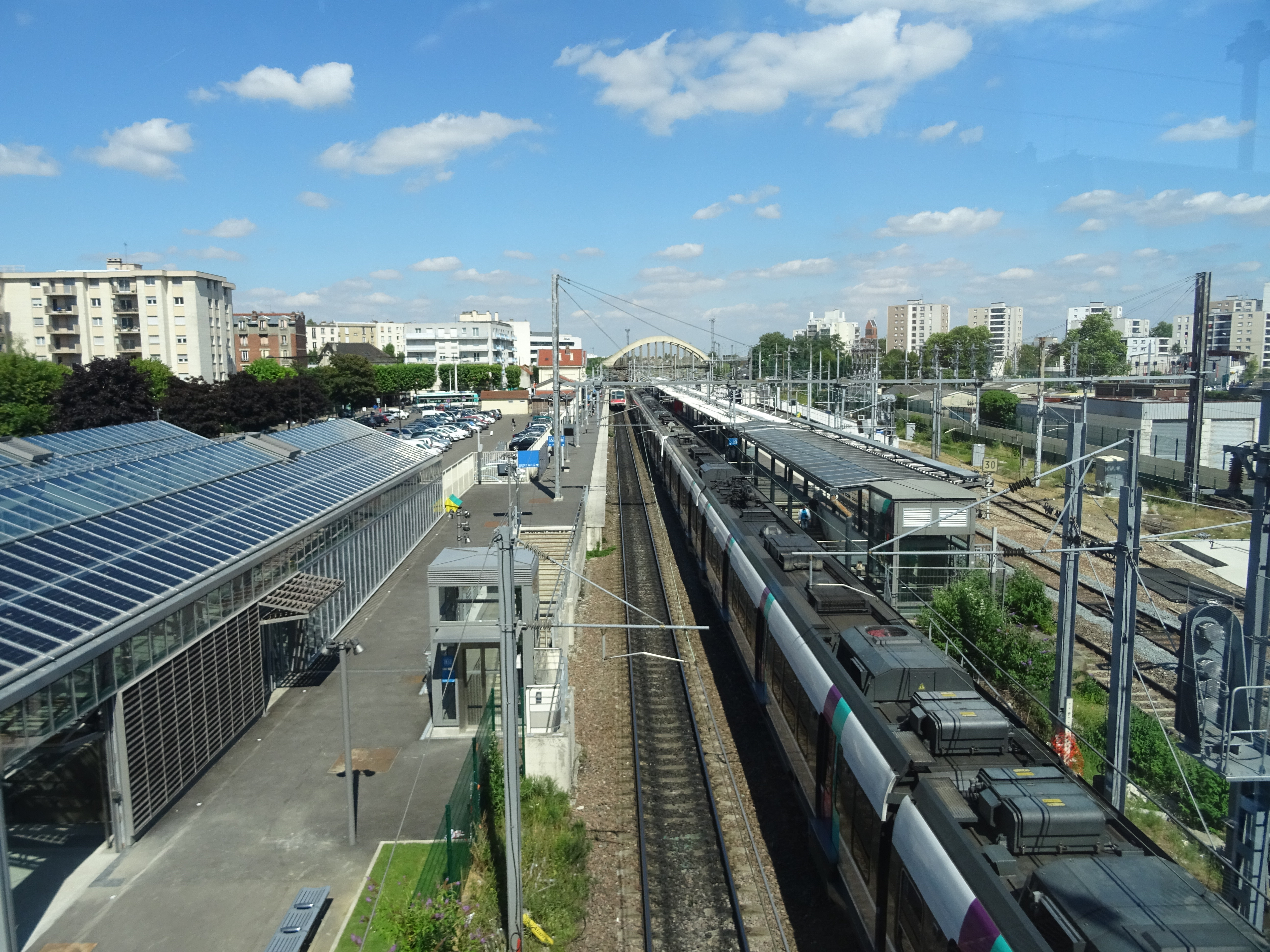
Deux rames du RER B se croisant en gare du Bourget.
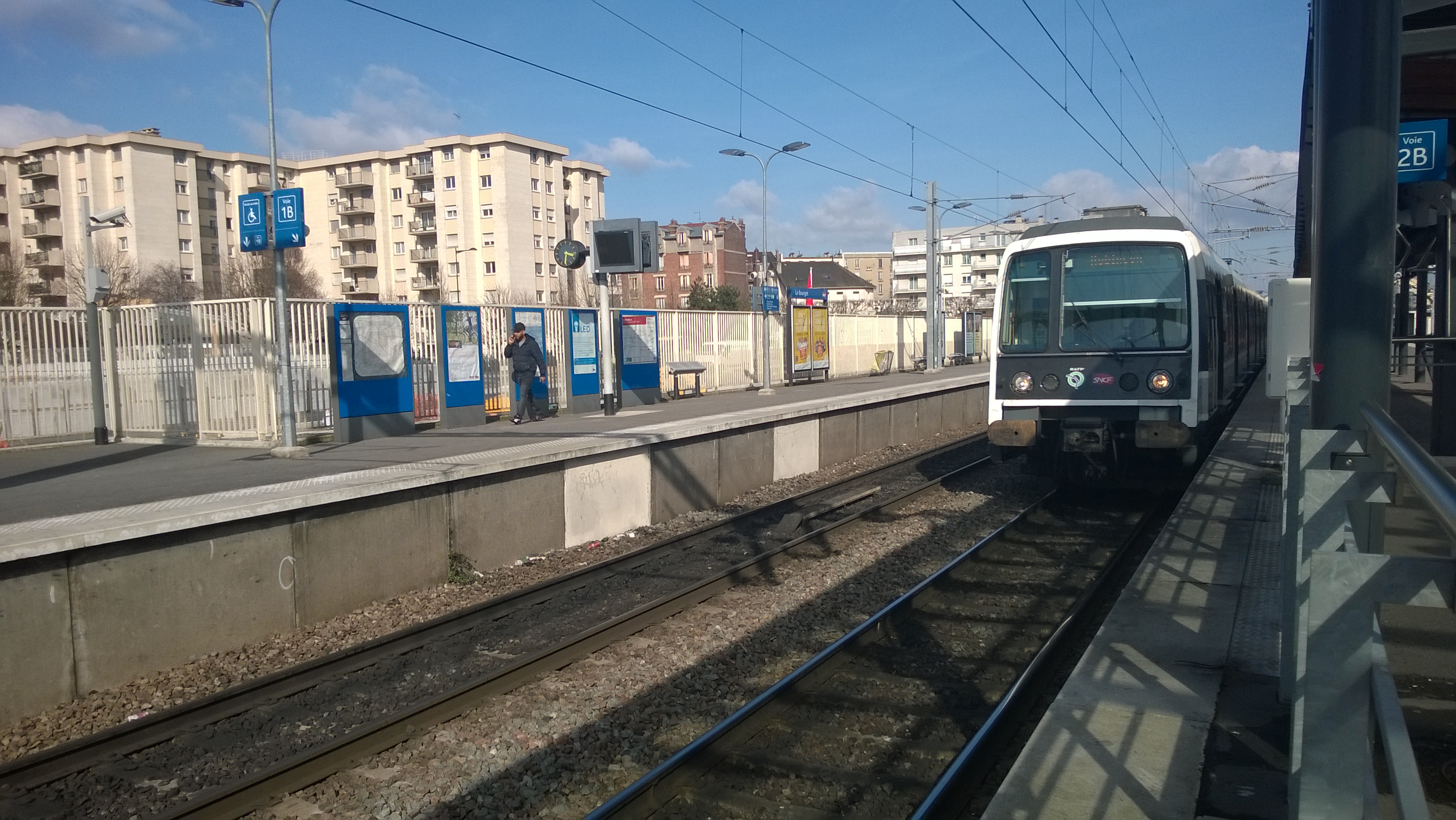
Une rame MI 79 vers Robinson.
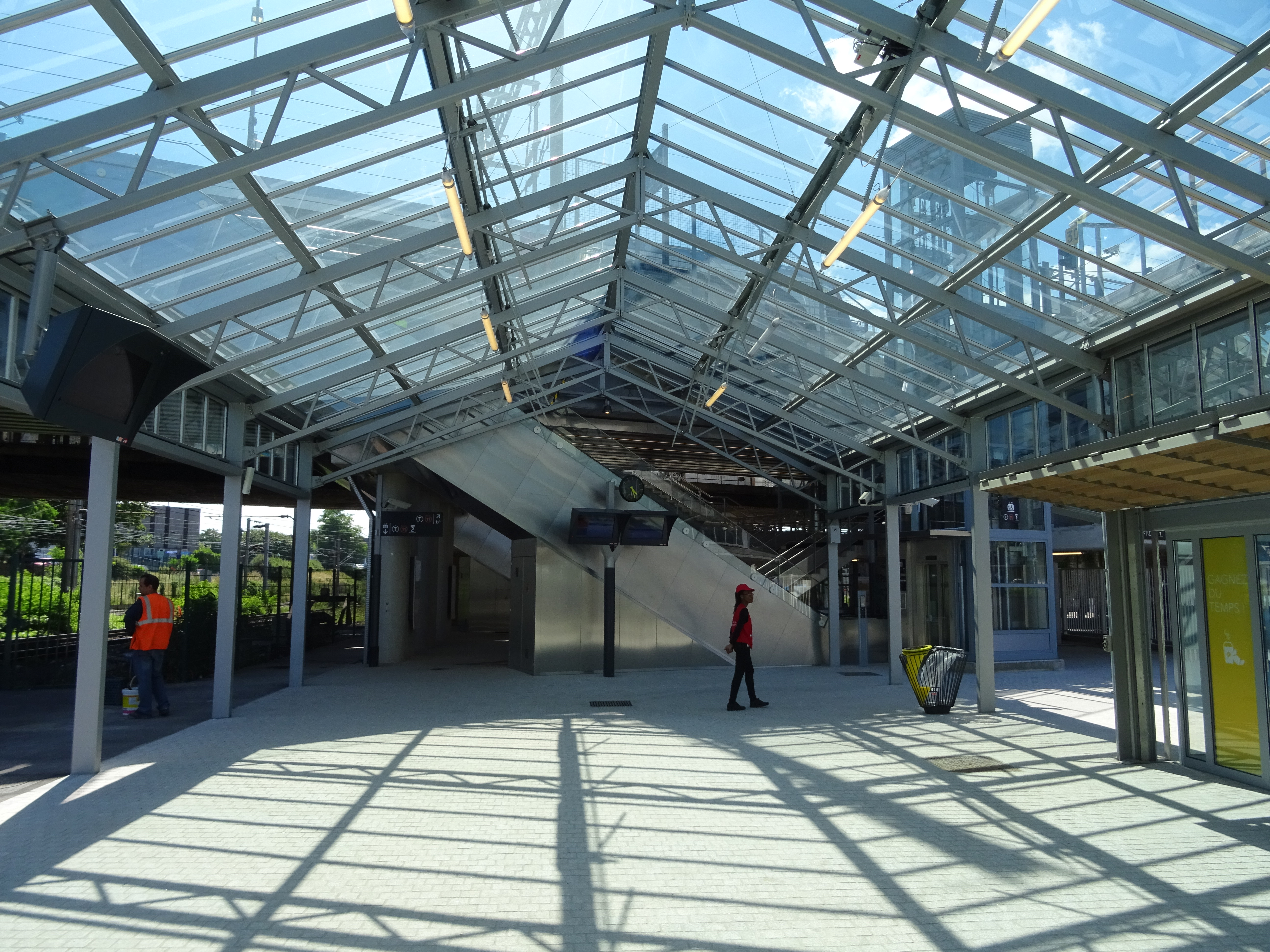
Halle couverte assurant la correspondance entre le T11 et le RER B.
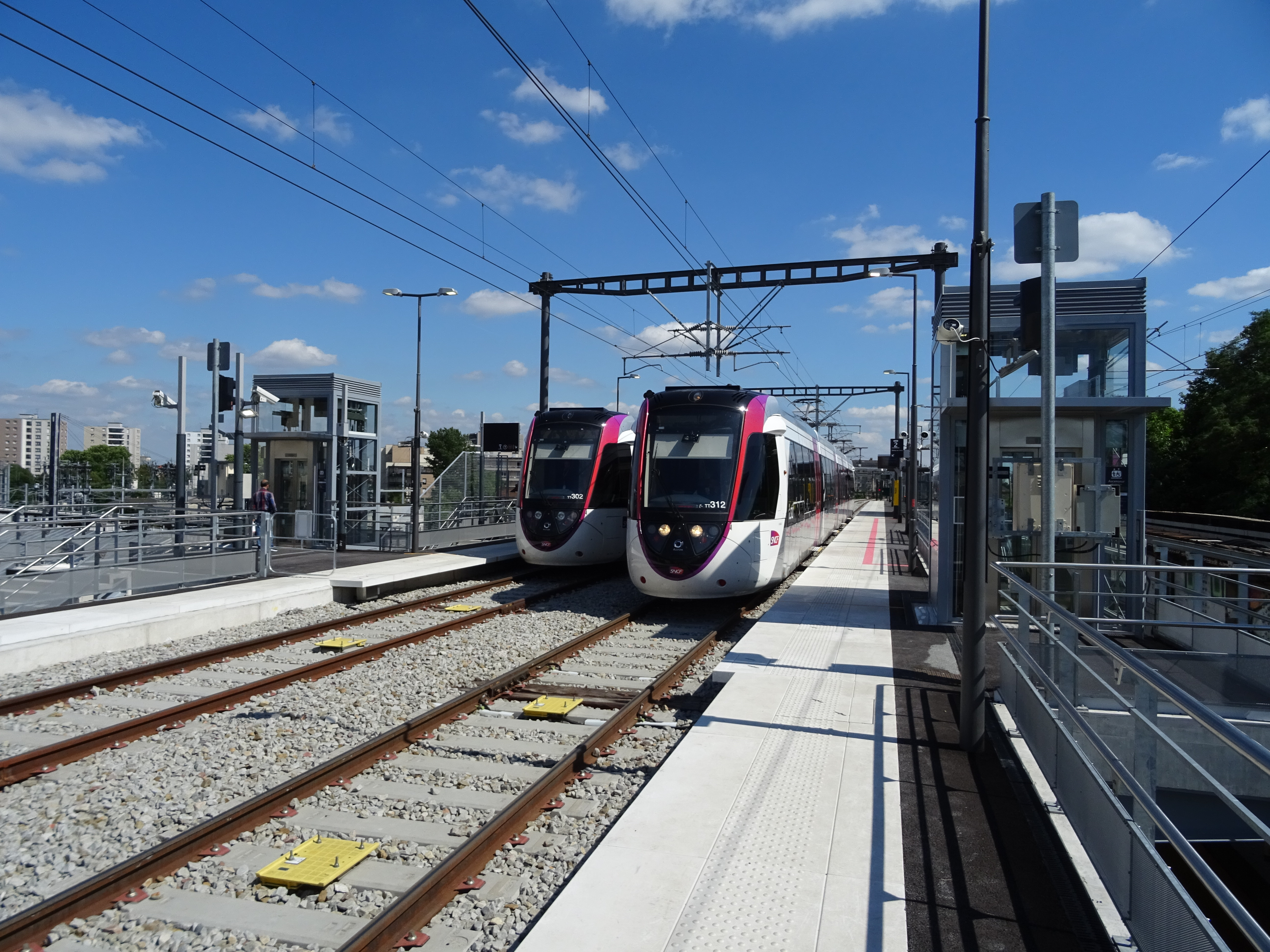
Deux rames Citadis Dualis garées au terminus du Bourget.

## Triage du Bourget

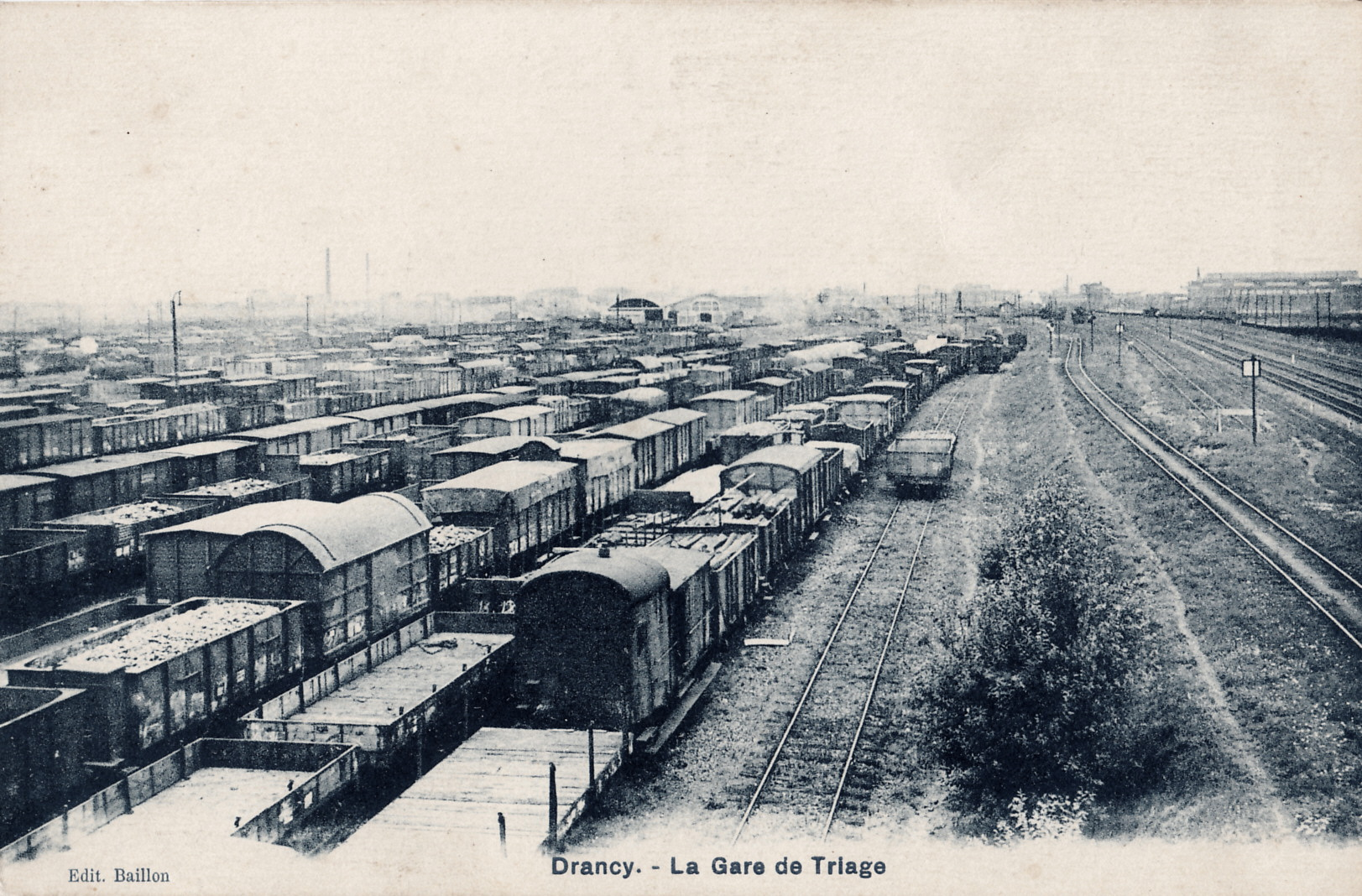
Le triage, au début du XXe siècle.

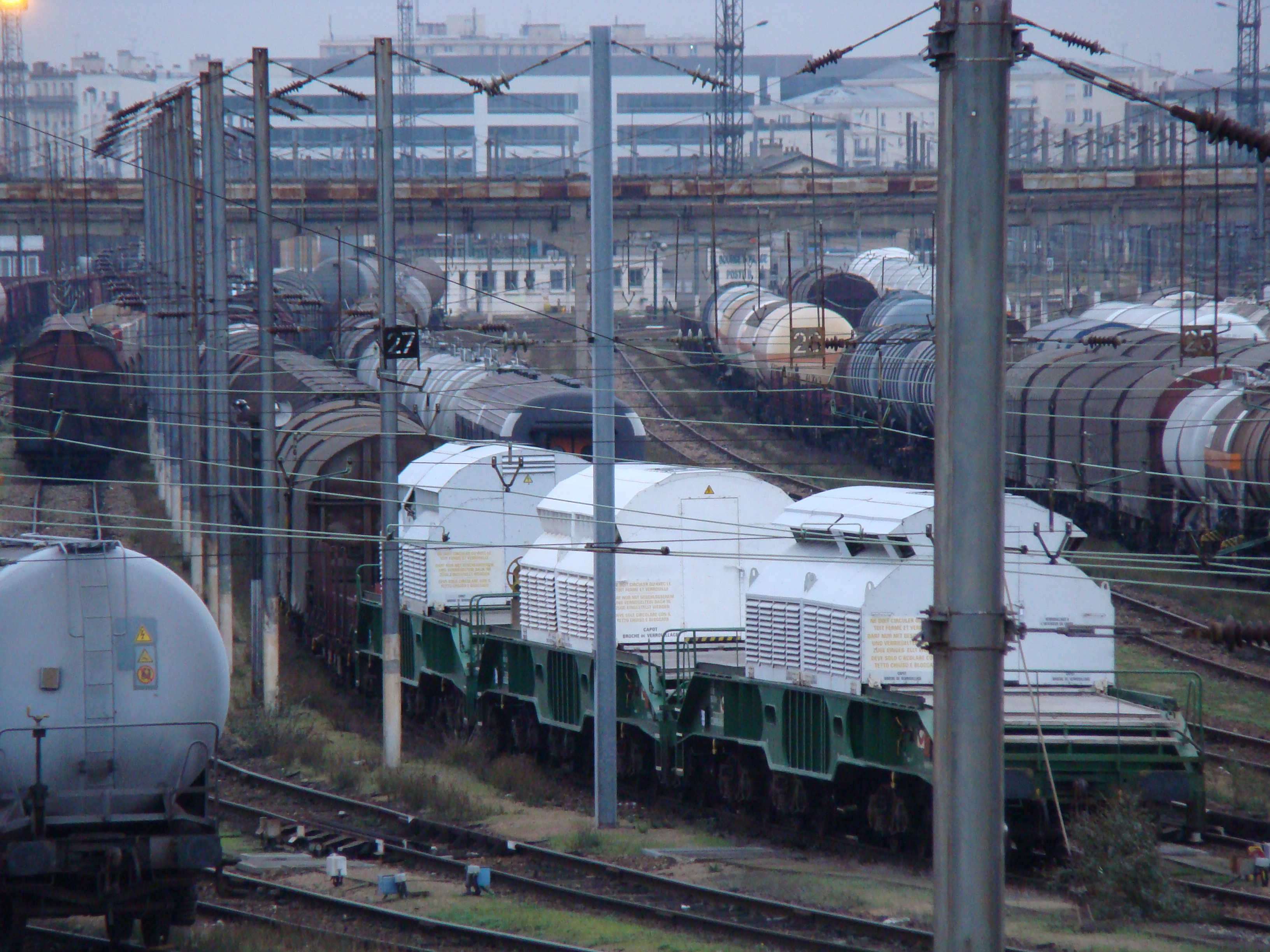
La gare de triage du Bourget. Au centre, un convoi nucléaire le 12 décembre 2012 entre les Pays-Bas et La Hague contenant 6.7 tonnes de combustible nucléaire usagé à base d'uranium.

Bien que portant le nom de « gare de triage du Bourget », elle est implantée sur la commune de Drancy. Le document de référence du réseau ferré national (DRR) de 2023 indique que Le Bourget est l'une des quatre gares de triage à la gravité du réseau et le dernier en Île-de-France (celui de Villeneuve-Saint-Georges a fermé en 2006).
Il est constitué d'un ensemble de faisceaux ou groupes de voies s'étendant de la gare d'Aulnay-sous-Bois jusque celle du Bourget (de la province vers Paris). Il existe une installation de transbordement de marchandises des camions vers les wagons et vice versa. Quelques voies de manœuvres sont destinées à récupérer les wagons chargés ou bien à déposer ceux-là lorsqu'ils sont vides. Le faisceau de réception comprend 16 voies électrifiées par caténaire 25 000 V, destinées à accueillir les trains de marchandises de diverses provenances. L'entrée à ce faisceau côté Aulnay-sous-Bois est gérée par le poste 3 du Bourget situé au voisinage de la gare du Blanc-Mesnil ; celle côté Paris est gérée par le poste 2, situé en face de la gare de Drancy. Ce faisceau mesure 750 m. Une fois le train arrivé et la machine rentrée au dépôt, un agent démailleur est chargé, selon un plan précis, de supprimer les liaisons mécaniques et pneumatiques entre certains wagons et de vider l'air dans les réservoirs de freins pour que celui-ci soit poussé plus aisément par la machine de bosse. Ces opérations terminées, la machine de bosse se met en position sur la voie de pousse et, via un système de télécommande géré par un automate du poste 2, elle pousse les wagons « défreinés » et « désaccouplés » entre eux en respectant une certaine vitesse pour qu'ils puissent arriver sur la bonne voie une fois la bosse franchie. L'opération est contrôlée en temps réel par le conducteur de la machine, un agent démailleur, l'automate du poste 2 ainsi que par le freineur, qui peuvent arrêter la manœuvre à tous moments, si cela s'impose.
Au niveau de ce faisceau, il y a les grands ateliers de travaux avec une dizaine de voies de remisage, où les wagons de fret, sont inspectés et réparés quand cela est jugé nécessaire ; de deux bosses, bosse A et bosse B, avec entre les deux bosses, le poste de démaillage ; du faisceau de formation constitué de 48 voies électrifiées, dont une dizaine partiellement, géré côté Aulnay par le poste 2 et par les postes A et B côté Paris. Ce faisceau permet de recevoir les wagons tombés par gravité de la bosse. Ces wagons sont envoyés par l'automate sur des voies bien précises en fonction de la destination du wagon. La tête du faisceau au niveau du poste 2 est constituée de ponts-frein primaire et secondaires répartis un peu partout en aval de la bosse. Cela permet de freiner les wagons ou groupes de wagons arrivant de la bosse. Le pont-frein primaire permet de réduire la vitesse du wagon afin que les ponts-frein secondaires puissent adoucir sa course et qu'il puisse accoster les autres à vitesse lente.
Après que le train est entièrement formé, il est vérifié au niveau des dispositifs de freinage, des dispositifs de chargements, de l'insertion des étiquettes de chargements et de destinations ainsi que de la conformité à circuler sur le réseau ferré national (RFN). Une fois ces opérations effectuées, la machine sortant du dépôt pourra se mettre en tête du train et procéder aux opérations de sécurité de freinage et de configuration du train ; du dépôt ou remisage des engins moteurs électriques et thermiques. Il comprend quatre entrées. Au niveau des postes A et B, il y a une entrée pour les locomotives électriques et une entrée pour les engins thermiques pour chaque poste. Il comprend aussi trois sorties : poste A, poste B et poste 1. Il est composé d'un local où les remiseurs-dégareurs ainsi que le surveillant de dépôt peuvent gérer les entrées/sorties ainsi que la disposition des locomotives pour qu'elles puissent assurer leurs trains.
Il y a une installation de ravitaillement en combustible pour les engins thermiques, une installation de ravitaillement en sable pour tous les engins moteurs et plusieurs passerelles permettant une visite de sécurité de la toiture des engins électriques ; d'un faisceau d'attente nord (FAN) composé de huit voies (un groupe de deux et deux groupes de trois) qui permet de garer les trains en avance ou de retarder leurs expéditions. Il permet aussi d'y laisser les engins moteurs qui font l'objet aussi d'une relève de personnel dans une période de temps très courte (limité à 2-3 h). L'accès au FAN peut se faire côté poste 1 situé dans le voisinage de la gare du Bourget qui gère l'entrée/sortie côté Paris, ou par le poste B qui gère l'entrée/sortie côté Aulnay.
Tout le triage est encadré par des voies de circulation permettant aux trains arrivant ou partant de pouvoir circuler avec moins de contraintes que sur les voies de service précédemment citées. Les plus longues vont du poste 1 jusqu'au poste 3. Il y en a d'autres destinées aux machines seules venant de Bobigny de rentrer au dépôt et d'autres pour les trains de fret ayant pour origine le faisceau de formation de sortir directement en ligne.
Il est notamment utilisé pour le tri de wagons de combustible nucléaire usagé.
- Le Bourget - Sotteville-lès-Rouen
- Le Bourget - Achères/Mantes-la-Jolie/Bonnières-sur-Seine
- Le Bourget - Valenton/Villeneuve-Saint-Georges
- Le Bourget - Vaires-sur-Marne/Châlons-en-Champagne/Metz/Woippy
- Le Bourget - Dijon/Gevrey-Chambertin
- Le Bourget - Brétigny-sur-Orge/Orléans-Les Aubrais/Vierzon ou Saint-Pierre-des-Corps
- Le Bourget - Tournan-en-Brie/Grandpuits/Marles-en-Brie/Troyes
- Le Bourget - Mitry/Compiègne/Tergnier/Somain
- Le Bourget - Survilliers/Creil-Petit Thérain/Lens/Amiens/Lille/Dunkerque

Il y est aussi réalisé des dessertes d'installations, comme le ravitaillement en carburant du dépôt de La Villette, le transport de bière par Kronenbourg, la desserte des usines Total de Grandpuits et des usines de sucre avoisinantes, la desserte des ciments Calcia, Laforet et Paris Contenairs du port de Gennevilliers, ainsi que le charbon destiné à alimenter les chaufferies de la compagnie parisienne de chauffage urbain (CPCU).

## Projets

### Ligne 7 du métro
Un prolongement de la ligne 7 du métro de Paris jusqu'au Bourget est envisagé à long terme (avant 2030). Un prolongement ultérieur jusqu'à l'aéroport du Bourget, à proximité du musée de l'Air et de l'Espace, a même été envisagé, mais il pourrait s'avérer redondant avec la ligne 17.

### Lignes 16 et 17 du Grand Paris Express
En outre, la gare du Bourget devrait être desservie par la ligne 16 et par la ligne 17 du Grand Paris Express : cette dernière rejoindra l'aéroport de Roissy-Charles-de-Gaulle. La station souterraine, située dans le triangle formé par le RER B, la Grande Ceinture et l'avenue de la Division-Leclerc (ex-RN 2), comportera quatre voies, deux pour la ligne 16 et deux pour la ligne 17, et les quais seront situés à une profondeur de 22,5 mètres. La conception de cette station est confiée à Elizabeth de Portzamparc.
Les travaux préparatoires (démolitions, déviations des réseaux) démarrent en décembre 2016. Pour faciliter les correspondances entre le RER et ces nouvelles lignes, les accès au T11 seront déplacés et leur capacité augmentée.